# رية صغيرة
رِيَة صغيرة أو رَوحَاء صغيرة (الاسم العلمي:Rhea nana) هو نوع من الطيور يتبع جنس الريا من فصيلة الرياوية.